# Armandinho
Armando da Costa Macêdo, connu sous le nom de Armandinho (né à Salvador (Brésil), le 22 mai 1953), est un musicien instrumentiste, chanteur et compositeur brésilien, né à Bahia. Il est le fils d'Osmar Macêdo (du binôme Dodô et Osmar), musicien et inventeur du trio électrique.

## Parcours
En 1962, Armandinho forme le groupe de frevo Trio Elétrico Mirim puis, en 1967, le groupe de rock Hell's Angels. En 1968, il se présente lors de l'émission télévisée « A grande chance », de la TV Tupi, présentée par Flávio Cavalcanti. Il se classe à la 1º place à l'épreuve éliminatoire et, l'année suivante, est engagé par l'émission pour enregistrer son premier disque, un compact double, ultérieurement LP. En 1974, il rejoint son père et d'autres musiciens pour former le groupe Trio Élétrico Armandinho, Dodô e Osmar, avec lequel il lance plusieurs disques de carnaval tout au long des années 1980.
Parallèlement, à la fin des années 1970, Armandinho monte un groupe, A Cor do Som, qui sert initialement de soutien à Moraes Moreira (également présent dans le Trio Életrico Armandinho, Dodô et Osmar). En 1977, aux côtés de Dadi (basse et vocal), Mú Carvalho (claviers et vocal), et Gustavo Schroeter (batterie), le groupe lance son premier disque et acquiert de la notoriété grâce à sa grande qualité instrumentale, il mélange les sonorités du rock, du jazz et de la musique brésilienne. Au milieu de l'année 1979, Ary Dias (percussion et vocal), qui jouait aussi dans le Trio Elétrico, intègre le groupe qui va se présenter au Festival de Jazz de Montreux en Suisse avec des morceaux inédits. Ils déclenchent un nouveau succès à la sortie du disque qui suit, l'album Frutificar, en introduisant des morceaux chantées. "Beleza pura" (Caetano Veloso), "Abri a porta" (Gilberto Gil - Dominguinhos), "Zanzibar" (Armandinho - Fausto Nilo) ont intensément été jouées en radios.
Armandinho quitte le groupe en 1981 pour se dédier à sa carrière solo et à son projet avec Dodô et Osmar. Au long des années qui suivent, il donne continuité à son travail instrumental, plus tourné vers le choro et autres styles musicaux, il partage la scène et enregistre aux côtés de musiciens tels que Raphael Rabello, Paulo Moura, Temps d'Or, Moraes Moreira, Pepeu Gomes, Caetano Veloso, Yamandú Costa, entre autres. En 2005, il retrouve A Cor do Som, enregistre un album acoustique et donne des concerts occasionnels.

## Discographie

### Trio Elétrico Armandinho, Dodô & Osmar
- 1974 - Jubileu de Prata
- 1975 - É a Massa
- 1976 - Bahia, Bahia, Bahia...
- 1977 - Pombo Correio
- 1978 - Ligação
- 1979 - Viva Dodô & Osmar
- 1980 - Vassourinha Elétrica
- 1980 - "Trio Elétrico Instrumental" (compilação)
- 1981 - Incendiou o Brasil
- 1982 - Folia Elétrica
- 1983 - A Banda de Carmen Miranda
- 1983 - "Armandinho e o Trio Elétrico de Dodô e Osmar"
- 1985 - Chame Gente
- 1985 - Dá um Break (compacto)
- 1987 - Aí Eu Liguei o Rádio
- 1988 - Trio Espacial
- 1991 - Estado de Graça
- 1996 - filhos da Alegria
- 2000 - Jubileu de Ouro

### A Cor do Som
- 1977 - A Cor do Som
- 1978 - Ao Vivo em Montreux
- 1979 - Frutificar
- 1980 - Transe Total
- 1981 - Mudança de Estação
- 1996 - Ao Vivo no Circo
- 2005 - A Cor do Som Acústico

- L'album Mudança de Estação est le dernier album de Cor do Som auquel a participé Armandinho, avant la fin du groupe en 1987 et son retour en 1996, avec l'album Ao Vivo no Circo.

### Solo
- 1969 - Armando Macêdo – (compacto duplo)
- 1989 - Brasileirô
- 1993 - Instrumental no CBB - Época de Ouro e Armandinho
- 1996 - Brasil Musical - Série Música Viva - Armandinho e Raphael Rabello
- 1997 - O Melhor do Chorinho Ao Vivo - Armandinho e Época de Ouro
- 1997 - Raphael Rabello e Armandinho - Em Concerto
- 1999 - Retocando o Choro
- 2001 - Caetano & Gil
- 2003 - Retocando o Choro Ao Vivo
- 2009 - Pop Choro
- 2009 - Paulo Moura e Armandinho - Afrobossanova